# Núria Picas
Núria Picas i Albets, née le 2 novembre 1976 à Manrèse, est une athlète espagnole spécialiste de l'ultra-trail. Elle a remporté l'Ultra-Trail World Tour 2014 et l'Ultra-Trail World Tour 2015, les deux premières éditions de l'Ultra-Trail World Tour. Elle a également gagné, notamment, le Festival des Templiers en 2012, 2013 et 2014, le Grand Raid 2015 ainsi que la Hong Kong 100 et l'Ultra-Trail du Mont-Blanc en 2017. Elle s'engage sur la liste de Gauche républicaine de Catalogne pour les Élections au Parlement de Catalogne de 2017.

## Résultats
| no  | féminin            | Course                                                  | Longueur | Départ             | Temps            |
| --- | ------------------ | ------------------------------------------------------- | -------- | ------------------ | ---------------- |
|     | Médaille d'or      | Mount Kinabalu Climbathon                               | 21 km    | 24 octobre 2010    | 3 h 28 min 7 s   |
| 21e | Médaille d'or      | Cavalls del Vent                                        | 84 km    | 1er octobre 2011   | 11 h 37 min 43 s |
| 27e | Médaille d'argent  | Transvulcania                                           | 83,3 km  | 12 mai 2012        | 8 h 51 min 59 s  |
| 14e | Médaille d'or      | Trophée Kima                                            | 50 km    | 26 août 2012       | 7 h 36 min 21 s  |
| 8e  | Médaille d'or      | Ultra Cavalls del Vent                                  | 84 km    | 29 septembre 2012  | 10 h 34 min 38 s |
| 29e | Médaille d'or      | Grande Course des Templiers                             | 72 km    | 28 octobre 2012    | 7 h 16 min 58 s  |
| 19e | Médaille d'argent  | Transvulcania                                           | 83,3 km  | 11 mai 2013        | 8 h 19 min 30 s  |
| 14e | Médaille d'argent  | Championnats d'Europe de skyrunning - Ultra SkyMarathon | 80 km    | 27 juillet 2013    | 10 h 33 min 34 s |
| 19e | Médaille d'argent  | Ultra-Trail du Mont-Blanc                               | 168 km   | 30 août 2013       | 24 h 32 min 20 s |
| 10e | Médaille d'or      | Ultra Cavalls del Vent                                  | 100 km   | 22 septembre 2013  | 12 h 5 min 44 s  |
| 73e | Médaille de bronze | Gorbeia Suzien                                          | 28 km    | 19 octobre 2013    | 3 h 13 min 16 s  |
| 27e | Médaille d'or      | Grande Course des Templiers                             | 73 km    | 27 octobre 2013    | 7 h 57 min 49 s  |
| 15e | Médaille d'or      | Transgrancanaria                                        | 125 km   | 1er mars 2014      | 16 h 44 min 55 s |
| 13e | Médaille d'or      | Ultra-Trail Mt.Fuji                                     | 100 mi   | 25 avril 2014      | 23 h 27 min 34 s |
| 13e | Médaille d'or      | The North Face 100 Australia                            | 100 km   | 17 mai 2014        | 10 h 57 min 46 s |
| 6e  | Médaille d'or      | Buff Epic Trail 105K                                    | 105 km   | 2 août 2014        | 16 h 40 min 32 s |
| 29e | Médaille d'argent  | Ultra-Trail du Mont-Blanc                               | 168 km   | 29 août 2014       | 24 h 54 min 29 s |
| 4e  | Médaille d'or      | Ultra Pirineu                                           | 103 km   | 20 septembre 2014  | 12 h 39 min 2 s  |
| 28e | Médaille d'or      | Grande Course des Templiers                             | 73 km    | 26 octobre 2014    | 7 h 51 min 46 s  |
| 18e | Médaille de bronze | Tarawera Ultramarathon                                  | 100 km   | 7 février 2015     | 9 h 40 min 48 s  |
| 14e | Médaille d'or      | Transgrancanaria                                        | 125 km   | 7 mars 2015        | 16 h 53 min 27 s |
| 6e  | Médaille d'or      | Buff Epic Trail 105K                                    | 105 km   | 12 juillet 2015    | 17 h 35 min 20 s |
| 19e | Médaille de bronze | Ultra Pirineu                                           | 110 km   | 19 septembre 2015  | 14 h 13 min 1 s  |
| 12e | Médaille d'or      | Grand Raid                                              | 167 km   | 22 octobre 2015    | 28 h 10 min 35 s |
| 41e | Médaille de bronze | Grande Course des Templiers                             | 76 km    | 23 octobre 2016    | 8 h 22 min 42 s  |
| 20e | Médaille d'or      | Hong Kong 100                                           | 100 km   | 14 janvier 2017    | 11 h 18 min 57 s |
| 15e | Médaille d'or      | Buff Epic Trail 21K                                     | 21 km    | 9 juillet 2017     | 2 h 55 min 21 s  |
| 17e | Médaille de bronze | Hamperokken SkyRace                                     | 57 km    | 5 août 2017        | 8 h 39 min 17 s  |
| 41e | Médaille d'or      | Ultra-Trail du Mont-Blanc                               | 167 km   | 1er septembre 2017 | 25 h 46 min 43 s |
| 20e | Médaille d'argent  | Ultra Pirineu                                           | 110 km   | 23 septembre 2017  | 14 h 41 min 45 s |
| 32e | Médaille de bronze | Ultra SkyMarathon Madeira                               | 54 km    | 2 juin 2018        | 6 h 57 min 25 s  |
| 11e | Médaille d'or      | Marathon du Montcalm                                    | 42 km    | 20 août 2022       | 5 h 20 min 4 s   |
| 20e | Médaille d'or      | Ultra Pirineu                                           | 100 km   | 1er octobre 2022   | 12 h 12 min 40 s |
| 29e | Médaille de bronze | Val d'Aran by UTMB - CDH                                | 110 km   | 7 juillet 2023     | 15 h 32 min 47 s |